# Anna Di Francisca
Anna Di Francisca, née le 15 septembre 1959 à Milan (Lombardie), est une réalisatrice, metteuse en scène et scénariste italienne.
Elle est nommée pour le David di Donatello de la meilleure réalisatrice débutanté en 1997 pour son film Le Laideron.

## Biographie
Elle grandit à Milan, obtient une licence en littérature et un diplôme en disciplines artistiques, musique et arts du spectacle à l'université de Bologne, ainsi qu'un diplôme de mise en scène du cours CEE - Regione Lombardia. Elle s'installe à Rome et commence sa carrière en tant que secrétaire de rédaction et directrice de casting dans des productions publicitaires et télévisuelles. Elle devient ensuite assistante de Giuseppe Bertolucci pour les films I cammelli, Segreti segreti et Strana la vita (it). Elle est également assistante de Gianni Amelio (pour I ragazzi di via Panisperna) et de Pál Gábor (pour La mariée était merveilleuse (it)).
Elle commence ensuite à travailler avec la Rai et, en 1990, elle fait ses débuts dans la double fonction de réalisatrice et de scénariste avec une série de documentaires sur les années 1960 intitulée Memorie. Son documentaire sur la peine capitale, Quando lo Stato uccide, est diffusé dans le cadre de l'émission Mixer ; il est suivi de la série de 6 épisodes pour Rai 3 intitulée Casa nostra, avec Benito Urgu, présentée comme événement spécial à Umbria Fiction, finaliste du Prix Europa à Berlin et de l'Input Bristol en 1993, puis de la série de 10 épisodes Felice, toujours avec Benito Urgu, sélectionnée pour l'Input '94 à Montréal.
En 1996, elle réalise son premier long métrage pour le grand écran, Le Laideron, d'après le roman éponyme de Carmen Covito, avec Carla Signoris, Edi Angelillo, Fabrizio Gifuni, Milena Vukotic et Isabella Biagini. Le film (dont Di Francisca a écrit le scénario, avec d'autres) a obtenu une mention spéciale au Prix Europa de Berlin, le Prix Leone Magno de la réalisatrice et de l'actrice principale, et elle est nommée pour le David di Donatello et le Ruban d'argent.
Elle reçoit ensuite une mention au Premio Solinas et au European Script Fund pour le scénario du film On fait un beau sourire, une coproduction entre l'Italie, la France et la Grèce. Le film, avec Claudia Pandolfi, Claude Nadeau et Giustino Durano, est primé.
En 1998, toujours pour la RAI, elle réalise la première saison du feuilleton Un medico in famiglia, puis celle de Le ragioni del cuore (it). Pour Mediaset, elle réalise le téléfilm Il gruppo, avec Emilio Solfrizzi, Neri Marcorè et Fabio De Luigi.
Pendant ces années, elle met également en scène au théâtre le spectacle Le confidenze del pene, une série de monologues interprétés par Ugo Dighero, Neri Marcorè, Augusto Fornari et d'autres acteurs comiques.
Elle revient ensuite au cinéma et réalise en espagnol Como estrellas fugaces (es) (connu en italien sous le titre Due uomini, quattro donne e una mucca depressa), dont elle est également coscénariste, une coproduction italo-espagnole avec une distribution des deux pays, dont Maribel Verdú et Miki Manojlović ; on compte Neri Marcorè et Serena Grandi parmi les acteurs italiens,.
En mars 2023, son dernier film, Evelyne tra le nuvole (it), est sorti au cinéma et a reçu un accueil très favorable de la part du public et de la critique. Il met en vedette Antonio Catania, Eleonora Giovanardi, Violante Placido, Andrea Roncato, Claire Nebout, Gilbert Melki, Lucia Vasini, Marco Maccieri et a pour thème l'espoir d'une complémentarité entre la nature et les nouvelles technologies.
Anna Di Francisca a également réalisé des documentaires, dont Un giorno da leggere (2007) dans le cadre d'un projet de recherche pour l'Université de Sienne et la Fondation Alberto et Arnoldo Mondadori, L'anello forte pour le centenaire de la Confédération générale italienne du travail (CGIL), avec Maria Paiato et Lunetta Savino, et Il mondo di Mad (2012), une coproduction italo-suisse sur la figure de la journaliste et caricaturiste Maddalena Sisto, avec une animation de Zoltan Horvath.

## Filmographie

### Réalisatrice
- 1989 : Quando lo Stato uccide - documentaire télévisé
- 1990 : Memorie - série télévisée
- 1991 : Casa nostra - série télévisée
- 1992 : Felice - série télévisée
- 1996 : Le Laideron (La bruttina stagionata)
- 1998 : Un medico in famiglia - série télévisée, 1 saison
- 2000 : On fait un beau sourire (Fate un bel sorriso)
- 2006 : L'anello forte - documentaire
- 2001 : Il gruppo - téléfilm
- 2002 : Le ragioni del cuore (it) - série télévisée
- 2007 : Un giorno da leggere - documentaire
- 2012 : Il mondo di Mad - documentaire
- 2012 : Como estrellas fugaces (es)
- 2023 : Evelyne tra le nuvole (it)

### Scénariste
- 1990 : Memorie - série télévisée
- 1991 : Casa nostra - série télévisée
- 1992 : Felice - série télévisée
- 1996 : Le Laideron (La bruttina stagionata)
- 1998 : Un medico in famiglia - série télévisée, 1 saison
- 2000 : On fait un beau sourire (Fate un bel sorriso)
- 2006 : L'anello forte - documentaire
- 2007 : Un giorno da leggere - documentaire
- 2012 : Il mondo di Mad - documentaire
- 2012 : Como estrellas fugaces (es)
- 2023 : Evelyne tra le nuvole (it)